# We Are Tonight
We Are Tonight — пятый студийный альбом американского кантри-певца Билли Каррингтона, изданный 17 сентября 2013 года на лейбле Mercury Nashville.
Альбом дебютировал на пятом месте в американском хит-параде Billboard 200 и на десятом в кантри-чарте Top Country Albums. Из альбома вышло два сингла («Hey Girl» и «We Are Tonight») и оба достигли первого места в кантри-чарте Country Airplay.

## История
Каррингтон сказал в интервью изданию Country Weekly, что хотел, чтобы альбом получился «абсолютно счастливым». В отличие от своих предыдущих четырёх альбомов, Каррингтон не написал ни одной песни для We Are Tonight.
Среди композиций — кавер-версия песни Джека Джонсона «Banana Pancakes» с его альбома In Between Dreams и дуэт с Вилли Нельсоном на песню «Hard to Be a Hippie». По словам Каррингтона, песня стала дуэтом с Нельсоном, потому что Каррингтон сказал соавтору Скотти Эмерику, их общему другу, что хочет записать эту песню; когда Эмерик сказал, что Нельсон хочет записать её, Керрингтон предложил исполнить её дуэтом.

## Отзывы
| Оценки критиков    | Оценки критиков |
| Источник           | Оценка          |
| ------------------ | --------------- |
| Allmusic           | [ 1 ]           |
| Country Weekly     | A−              |
| Got Country Online | [ 5 ]           |
| Music Is My Oxygen | [ 6 ]           |
| The Plain Dealer   | C               |
| Roughstock         | [ 8 ]           |

Альбом получил положительные отзывы музыкальной критики и интернет-изданий. Стивен Томас Эрлевайн из Allmusic сказал, что «ни в одном из движений [Каррингтона] не чувствуется самосознания», и что альбом «гарантированно создаст несколько приятных мелодичных вибраций». Джон Фриман из Country Weekly сказал, что «Билли — искусный интерпретатор песен, умеющий найти душу в каждом выборе». Он в целом высоко оценил подборку песен, но раскритиковал заглавный трек за то, что он «скатывается к клише о езде на грузовике по маленькому городку, которые так распространены в настоящее время». Мэтт Бьорк из Roughstock считает, что «We Are Tonight смешивает традиционные элементы кантри с элементами соула и современными элементами и превращает это в звук, который является уникальным и неоспоримым для Билли Каррингтона». Тара Торо из Got Country Online написала, что альбом «зацепит вас». Роб Буркхардт из Music Is My Oxygen подтвердил, что «We Are Tonight — это сфокусированная и хорошо спродюсированная запись, которая играет на сильных сторонах Билли Каррингтона и делает его претендентом на место в списке A», и что «только время покажет, достаточно ли поклонников привлечёт уникальный стиль Керрингтона, но это определённо запись, достойная внимания». Чак Ярборо из The Plain Dealer заявил, что альбом «так разочаровал. И дело не в том, что он весь такой темповый — хотя в большинстве случаев так оно и есть, — а в том, что ничего из этого не похоже на то, что исходит от кантри-парня, притворяющегося поп-парнем, притворяющимся кантри».

## Список композиций
| №   | Название                                       | Автор(ы)                                         | Длительность |
| --- | ---------------------------------------------- | ------------------------------------------------ | ------------ |
| 1.  | «Hey Girl»                                     | Rhett Akins Эшли Горли Chris DeStefano           | 3:22         |
| 2.  | «Wingman»                                      | Jeff Silbar Chris Gelbuda                        | 4:00         |
| 3.  | «One Way Ticket»                               | Gregory Becker Troy Jones                        | 2:55         |
| 4.  | «23 Degrees and South»                         | Tom Douglas Хиллари Линдси Горди Сэмпсон         | 4:00         |
| 5.  | «We Are Tonight»                               | Marc Beeson Сэм Хант Джош Осборн                 | 3:52         |
| 6.  | «Hard to Be a Hippie» (дуэт с Вилли Нельсоном) | Deanna Bryant Scotty Emerick John Scott Sherrill | 3:40         |
| 7.  | «Closer Tonight»                               | J. T. Harding Marv Green Шейн Маканалли          | 4:59         |
| 8.  | «Another Day Without You»                      | McAnally Barry Dean Andrew Dorff                 | 4:08         |
| 9.  | «Banana Pancakes»                              | Джек Джонсон                                     | 4:37         |
| 10. | «Hallelujah»                                   | Shy Carter Brad Warren Brett Warren              | 3:03         |

## Чарты
| Чарт (2013)                        | Высшая позиция |
| ---------------------------------- | -------------- |
| США (Billboard 200)                | 10             |
| США (Billboard Top Country Albums) | 5              |

| Чарт (2013)                     | Позиция |
| ------------------------------- | ------- |
| (Top Country Albums, Billboard) | 68      |

### Синглы
| Год  | Сингл            | Высшая позиция | Высшая позиция     | Высшая позиция | Высшая позиция | Высшая позиция |
| Год  | Сингл            | US Country     | US Country Airplay | US             | CAN Country    | CAN            |
| ---- | ---------------- | -------------- | ------------------ | -------------- | -------------- | -------------- |
| 2013 | «Hey Girl»       | 5              | 1                  | 39             | 18             | 58             |
| 2013 | «We Are Tonight» | 12             | 1                  | 60             | 17             | 87             |